# Herman Chernoff
Herman Chernoff (Nova Iorque, 1 de julho de 1923) é um matemático, estatístico e físico estadunidense. Foi professor do Instituto de Tecnologia de Massachusetts (MIT), sendo atualmente professor da Universidade Harvard.
Em 2012 foi eleito fellow da American Mathematical Society.

## Vida e formação
Os pais de Herman Chernoff são Pauline e Max Chernoff, imigrantes judeus da Rússia. Frequentou a Townsend Harris High School.
Obteve um bacharelado em matemática em 1943 no City College of New York e um mestrado em 1945 na Universidade Brown, onde obteve um Ph.D. em matemática aplicada em 1948, orientado por Abraham Wald.